# Proactiv Solution
Proactiv Solution é uma organização que luta contra a acne, uma doença que aparece na pele.